# La Chapelle-de-Guinchay
La Chapelle-de-Guinchay ist eine französische Gemeinde mit 4.038 Einwohnern (Stand: 1. Januar 2022) im Département Saône-et-Loire in der Region Bourgogne-Franche-Comté. Administrativ ist die Gemeinde Teil des Arrondissements Mâcon und Hauptort (chef-lieu) des Kantons La Chapelle-de-Guinchay.

## Geografie
La Chapelle-de-Guinchay liegt in der Landschaft Beaujolais, im Weinbaugebiet Bourgogne; hier wird aus den Trauben vor allem der Crémant de Bourgogne, der Bourgogne Aligoté, der Bourgogne Passetoutgrain und der Bourgogne Grand Ordinaire produziert. Die Saône begrenzt die Gemeinde im Osten, ihr späterer Zufluss Mauvaise durchquert das Gemeindegebiet.
Umgeben wird La Chapelle-de-Guinchay von den Nachbargemeinden Saint-Amour-Bellevue, Chânes und Crêches-sur-Saône im Norden, Garnerans im Osten, Saint-Didier-sur-Chalaronne im Osten und Südosten, Saint-Symphorien-d’Ancelles im Süden, Romanèche-Thorins im Süden und Südwesten, Chénas im Westen sowie Juliénas im Westen und Nordwesten.
Der Bahnhof von La Chapelle-de-Guinchay liegt an der Bahnstrecke Paris–Marseille. Durch die Gemeinde führt die Autoroute A6 (ohne Anschlussstelle).

## Bevölkerungsentwicklung
| Jahr                      | 1962 | 1968 | 1975 | 1982 | 1990 | 1999 | 2006 | 2011 | 2016 |
| ------------------------- | ---- | ---- | ---- | ---- | ---- | ---- | ---- | ---- | ---- |
| Einwohner                 | 1760 | 2009 | 2135 | 2213 | 2233 | 2595 | 3336 | 3829 | 4106 |
| Quelle: Cassini und INSEE |      |      |      |      |      |      |      |      |      |

## Sehenswürdigkeiten

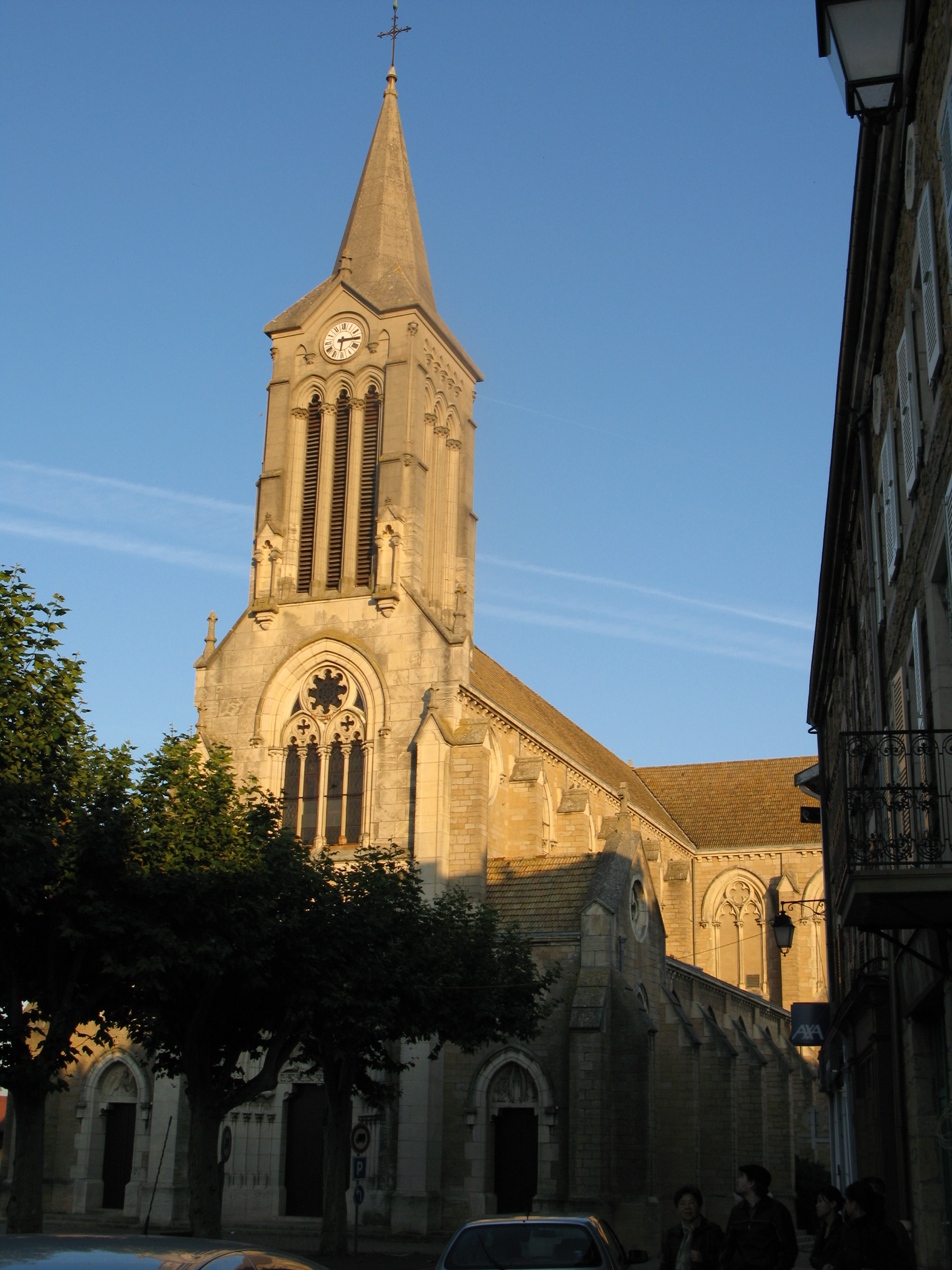
Kirche von La Chapelle-de-Guinchay

- Kirche Notre-Dame du Mont-Carmet, im 19. Jahrhundert erbaut, mit Chor aus früherer Zeit
- Schloss Beauchamp
- Schloss Belleverne
- Schloss Bonnet
- Schloss Loize
- Schloss Nuguets

## Persönlichkeiten
- Jules Chauvet (1907–1989), Winzer und Weinkritiker